# Izabella Klebańska
Izabella Klebańska (ur. 22 kwietnia 1959, zm. 6 kwietnia 2025) – polska autorka książek, scenariuszy radiowych oraz telewizyjnych dla dzieci i młodzieży, dobranocek, bajek i piosenek.

## Życiorys
Jej rodzicami byli Zdzisław Marcinkowski i Jadwiga z domu Brzezińska.
Absolwentka Akademii Muzycznej w Łodzi. W telewizji zadebiutowała w programie 5-10-15. Była twórczynią programów telewizyjnych dla dzieci: Tut turu co (program muzyczny), Miganki (nauka języka migowego) i Piosenkarnia (program z wierszami).
W 2001 otrzymała statuetkę Yacha za najlepszy scenariusz do piosenki pt. Rowerek, w wykonaniu Pawła Kukiza i zespołu Piersi.

## Wybrane publikacje
- Jak dżdżownica Akolada o muzyce opowiada  (Wydawnictwo Literatura, 2003)  ISBN 83-89409-00-3
- Muzyczna zgraja  (Wydawnictwo Literatura, 2006)  ISBN 83-89409-79-8
- Kaprys, żart i inne muzyczne fanaberie  (Wydawnictwo Literatura, 2007)
- Akolada. 8 stopień wtajemniczenia  (Wydawnictwo Literatura, 2008)
- Operowe stra…aaa…achy (Wydawnictwo Literatura, 2012)
- A kura stroszy pióra : pomysły na zajęcia artystyczne inspirowane piosenkami (CEBP, 2018)
- Jadzia (Wydawnictwo Literatura, 2018)
- Magiczne skrzypce (Wydawnictwo Literatura 2022)
- Siostrzyczka (Wydawnictwo Literatura 2022)
- Jak tańczono przed wiekami, czyli taniec z figurami (Wydawnictwo Literatura, 2023)
- Tak jest, Chef! (Wydawnictwo Literatura 2024)